# Felipe Yáñez
Pour les articles homonymes, voir La Torre et Yáñez.
Yáñez  de la Torre est un nom espagnol. Le premier nom de famille, en général paternel, est Yáñez ; le second, en général maternel, souvent omis, est de la Torre.
Felipe Yáñez de la Torre (né le 25 janvier 1953 à Cózar) est un coureur cycliste espagnol. Professionnel de 1977 à 1988, il s'est notamment illustré sur le Tour d'Espagne, où il a remporté deux étapes et le classement de la montagne en 1979 et 1984. Lors de la Vuelta 1987, il remporte une nouvelle étape à Pampelune mais est déclassé pour dopage.

## Repères biographiques
La contre-expertise effectuée se révèle également positive et Felipe Yáñez se voit relégué à la dernière place de l'étape qu'il avait remporté à Pampelune, après un long raid solitaire. En outre, il doit payer une amende de mille francs suisses et accomplir un mois de suspension. Antonio Esparza, deuxième, est déclaré vainqueur de la neuvième étape du Tour d'Espagne 1987.

## Palmarès

### Palmarès amateur
- 1973
  - Mémorial Valenciaga
  - 2e de la Prueba Alsasua
- 1976
  - Mémorial Etxaniz
  - 2e du championnat d'Espagne sur route amateurs

### Palmarès professionnel
- 1977
  - 3e étape du Tour d'Aragon
- 1978
  - 3e étape du Tour d'Aragon
  - 2e du GP Llodio
  - 3e du Tour d'Aragon
- 1979
  - 4eb étape du Tour de Cantabrie
  - Tour d'Espagne :
    - Classement de la montagne
    - 3e étape

  - 3e de la Semaine catalane
  - 7e du Tour du Pays basque
  - 7e du Tour d'Espagne
- 1980
  - 4e étape du Tour du Pays basque
  - 2eb étape du Tour de Cantabrie
  - Circuit de Getxo
  - 6e étape du Tour de Castille
  - GP Llodio
- 1981
  - 5e étape du Tour des Asturies
- 1982
  - 3e du Circuit de Getxo
- 1983
  - Classement général du Tour des vallées minières
  - 1reb étape du Tour de La Rioja (contre-la-montre par équipes)
  - 2e étape du Tour de Burgos
  - 2e du Tour de Burgos
  - 5e du Tour du Pays basque
- 1984
  - 2e étape de la Semaine catalane
  - Classement de la montagne du Tour d'Espagne
  - 3e de la Klasika Primavera
- 1985
  - 4ea étape du Tour de Murcie
  - 7e étape du Tour de Castille-et-León
  - 3e de la Semaine catalane
- 1986
  - Semaine catalane :
    - Classement général
    - 3e étape

  - 17e étape du Tour d'Espagne
  - 3e du Tour des vallées minières
- 1987
  - 9e étape du Tour d'Espagne (Déclassé pour dopage)

### Résultats sur les grands tours

#### Tour de France
2 participations
- 1980 : abandon (6e étape)
- 1982 : 110e

#### Tour d'Espagne
9 participations
- 1979 : 7e, vainqueur classement de la montagne et de la 3e étape
- 1980 : 30e
- 1982 : abandon
- 1983 : abandon (17e étape)
- 1984 : 20e, vainqueur du classement de la montagne
- 1985 : abandon (11e étape)
- 1986 : 26e, vainqueur de la 17e étape
- 1987 : abandon (11e étape)
- 1988 : non-partant (14e étape)